# Zwanzig Mädchen und die Pauker
Zwanzig Mädchen und die Pauker (mit Untertitel Heute steht die Penne Kopf) ist eine deutsche Filmkomödie, die Ende 1970 unter der Regie von Werner Jacobs in Rothenburg ob der Tauber und West-Berlin gedreht wurde. Der Film, mit dem der Produzent Heinz Willeg am Erfolg der Filmreihe Die Lümmel von der ersten Bank teilhaben wollte, wurde am 25. Februar 1971 uraufgeführt.

## Inhalt
Die Gymnasiastin Trixie will am liebsten Schauspielerin werden. Da ihr die Zeit bis zum Abitur entschieden zu lange dauert, unternimmt sie alles, um so schnell wie möglich von der Schule zu fliegen. Nachdem sie das Schlüsselloch des Lehrerzimmers zementiert hat und der Lehrkörper von der Feuerwehr befreit werden muss, folgt der bereits dritte Rausschmiss. Aber die ersehnte Schauspielkarriere bei Theaterdirektor Klobaster muss abermals auf sich warten. Trixie wird nämlich von ihrem strengen Vater kurzerhand in die Obhut ihres Onkels Theobald, Oberstudiendirektor in Rothenburg ob der Tauber, gegeben. Aber dessen vermeintlich sittenstrenge Schwester, Tante Adele, in dessen Schülerpension Trixie untergebracht wird, erweist sich als ausgezeichnete Ideengeberin für neue Schülerstreiche.
Nach einer Reihe weiterer Scherze schickt Onkel Theobald Trixie zum Nachhilfeunterricht an das „Institut für Spezialerziehung“ zu Dr. Klaus Höllriegel. Der attraktive Pädagoge macht auf Trixie offensichtlich Eindruck und Theaterdirektor Klobaster bekommt unterdessen ernsthafte Geldsorgen. Ob die widerspenstige Schülerin doch noch zur Besinnung kommt?

## Entstehungsgeschichte

### Vorgeschichte
Die 1968 gestartete Filmreihe Die Lümmel von der ersten Bank löste, neben den sieben echten Episoden, eine ganze Welle ähnlicher Filme aus. 1970 hatte man mit vier echten und inoffiziellen „Lümmel“- und „Pauker“-Filmen innerhalb eines Jahres den Höhepunkt erreicht. Auch wenn die Zuschauerzahlen in jenem Jahr nicht mehr das Niveau früherer Filme erreichten, blieb das Genre weiterhin ein lukratives Geschäft. Der Constantin-Filmverleih kündigte auch für das Jahr 1971 zwei solcher Komödien an. Neben Zwanzig Minis und die Pauker (später Zwanzig Mädchen und die Pauker) war dies Ab morgen fällt die Schule aus (später Morgen fällt die Schule aus), der sechste Teil der echten „Lümmel“-Reihe. Konkurrierende Verleihe planten für 1971 keine „Pauker“-Filme.

### Vorproduktion und Drehbuch
Dem Produzenten Heinz Willeg stand für Zwanzig Mädchen und die Pauker, wie der Film letztlich heißen sollte, das bewährte Team um den „Lümmel“-Regisseur Werner Jacobs zur Verfügung. Ebenso konnte man einige Schauspieler verpflichten, die bereits mit der Filmreihe vertraut waren, darunter Rudolf Schündler, Balduin Baas und Jutta Speidel. Das Drehbuch stammte von Barbara Anders und Manfred Barthel (Pseudonym: Michael Haller), dem damaligen Geschäftsführer der Constantin-Film.

### Produktion
Die Dreharbeiten fanden im November und Dezember 1970 in West-Berlin und Rothenburg ob der Tauber statt. Verantwortlicher Filmarchitekt war Peter Rothe.

### Filmmusik
Die originale Filmmusik, darunter auch der von Heidi & Rosi und dem Nymphenburger Kinderchor gesungenen Titelschlager Heute steht die Penne kopf, wurde von Erwin Halletz komponiert. Der Titelsong erschien seinerzeit als Single auf dem Label Resono.
Daneben trat in dem Film die Schlagersängerin Manuela mit den Liedern ABC und Wenn es Nacht wird in Harlem, der deutschen Coverversion des Hits When a Man Loves a Woman von Percy Sledge, auf. Beide Titel waren damals auf Singles des Telefunken-Labels erhältlich.

## Rezeption
Die FSK gab den Film am 12. Februar 1971 ab sechs Jahren frei. Die Uraufführung fand am 25. Februar statt. Etwa zur gleichen Zeit drehte Regisseur Werner Jacobs für den Produzenten Franz Seitz bereits die echte „Lümmel“-Fortsetzung Morgen fällt die Schule aus, die Ende Mai im Kino starten sollte.

### Kritiken
„Konsumfilm aus der deutschen Schulserie, massiver in den Streichen und pädagogisch noch bedenklicher als die Vorgänger.“

„Typischer Paukerfilm mit vielen deutschen Stars besetzt.“